# Samuel Shelley
Samuel Shelley (1750/56-1808) est un miniaturiste et aquarelliste anglais.
Largement autodidacte, Samuel Shelley est un peintre de portraits miniatures, se classant avec Richard Cosway, John Smart et Richard Crosse. En plus de ses portraits, il peint également à l'aquarelle des figures fantaisistes et des compositions de Shakespeare, du Tasse et d'autres poètes. Ses aquarelles et miniatures sont gravées par Francesco Bartolozzi, William Nutter, Caroline Watson et d'autres.

## Biographie
Née à Whitechapel, Londres, Shelley est en grande partie autodidacte en tant qu'artiste. Sa première exposition a lieu à la Society of Artists en 1773, le 21 mars de l'année suivante, il entre à la Royal Academy Schools (à 17 ans) où il est influencé par le travail de Sir Joshua Reynolds. Au cours de sa carrière, Shelley peint à l'huile, illustre des livres et grave plusieurs de ses propres œuvres, mais on se souvient surtout de lui pour ses portraits miniatures à l'aquarelle. De son vivant, il expose à la Royal Academy, à la Society of Artists et au British Institute. En 1804, Shelley se joint à William Frederick Wells, Robert Hills, William Henry Pyne et six autres artistes pour fonder la Watercolour Society (plus tard connue sous le nom de "Old"), dont il est le trésorier jusqu'en 1807.
Shelley a également enseigné la peinture, Edward Nash (miniaturiste) et Alexander Robertson étant deux de ses élèves.